# Povijest LGBT-a u Meksiku
Ovo je članak o povijesti LGBT-a na teritoriju današnjeg Meksika. Prije dolaska Europljana, meksičko je stanovništvo imalo kontradiktorne poglede na homoseksualnost i transrodnost. Čini se da je narod Mexica bio dosta homofoban, poput Španjolaca koji su došli i pokušali preobratiti lokalno stanovništvo na katoličanstvo.

## Prije dolaska Europljana
Među meksičkim stanovništvom postojale su osobe koje su smatrane „trećim rodom“. Konkvistadori su s prezirom gledali na osobe „trećeg roda“, smatrajući ih „pasivnim homoseksualcima“. Među Majama, postojala je tolerancija prema homoseksualnosti te je homoerotika bila dio obreda.
Među Astecima, postojala je veća tolerancija prema homoseksualkama nego prema muškarcima. Homoseksualci su imali religijske uloge.

## Neovisni Meksiko
Meksička neovisnost od Španjolske (1821.) značila je kraj kolonijalne opresije. Istospolni su odnosi postali legalni.

### Istospolni brak
Pogledajte također: Istospolni brak u Meksiku
Bračna jednakost postoji u današnjem Meksiku – brak je zakonom uređena zajednica između dvije osobe.